# Ancylite-(Ce)
L'ancylite-(Ce) è un minerale appartenente al supergruppo dell'ancylite.